# Страх в ночи (фильм, 1947)
Страх в ночи (англ. Fear in the Night) — американский малобюджетный чёрно-белый фильм в жанре нуар с элементами мистики, режиссёра Максвелла Шейна, вышедший на экраны в 1947 году. Главные роли в фильме сыграли Пол Келли и Дефорест Келли (для которого этот фильм стал дебютом в кино). Картина снята по мотивам рассказа Корнелла Вулрича «И так до смерти» (англ. And So to Death), переименованный в 1943 году в «Кошмар» (англ. Nightmare). В титрах Вулрич был указан под своим писательским псевдонимом Уильям Айриш. Фильм был переделан тем же режиссёром в 1956 году и вышел под названием «Ночной кошмар», где главные роли сыграли Эдвард Г. Робинсон (полицейского) и Кевин Маккарти.

## Сюжет
Кассиру банка Винсу Грейсону (англ. Vince Grayson) (Дефорест Келли) снится, что он ударяет ножом какого-то мужчину в восьмиугольной зеркальной комнате, после чего прячет тело в чулане. Когда Винс просыпается, то обнаруживает следы на своём горле, неизвестный ему ключ и пуговицу в своём кармане, а также кровь на своём манжете. Клифф Херлихай (Пол Келли) — шурин Винса и офицер полиции, пытается убедить его, что это был всего лишь сон.
Несколько дней спустя, пытаясь найти укрытие от дождя, пара находит себе прибежище в том странном доме, как во сне Винса. Миссис Белкнап, которая попала под машину, ещё до своей смерти дала описание полиции, соответствующее внешнему описанию самого Винса.
Сначала Винс надеется, что он — невиновен, так как он не умеет водить машину, хотя и вспомнил всех жертв из своего сна. Переполненный раскаяниями, он пытается покончить жизнь самоубийством, но его спасает Клифф. Детектив находит улики, указывающие на злого гипнотизёра (Роберт Эмметт Кин), который манипулирует Винсом. Они приходят к выводу, что гипнотизёром на самом деле является мистер Белкнап, который умело маскировался, и пытаются заманить его в ловушку, под видом того, что Винс хочет получить деньги за молчание.
Белкнап гипнотизирует Винса и пытается заставить его утопиться. Клифф спасает его, вытаскивая из озера, а мистер Белкнап погибает в автокатастрофе, пытаясь уйти от полиции. Подразумевается, что Винс будет оправдан от всех обвинений, так как он убил человека в зеркальной комнате в порядке самообороны.

## Роли
- Пол Келли — Клифф Херлихай
- Дефорест Келли — Винс Грейсон
- Энн Дорен — Лил Херлихай
- Кей Скотт — Бетти Уинтерс
- Чарльз Виктор — капитан Уорнер
- Роберт Эмметт Кин — Льюис Белкнап, он же Гарри Берд
- Джефф Йорк — помощник шерифа Торренс

## Отзывы
Когда фильм вышел в прокат, то кинокритик из «The New York Times» отозвался о «Страхе в ночи» как о незначительном бульварном романе, который был показан вчера в Риальто, чей сценарий такой же смехотворный, как и любой другой, что не только глупо, но и нелепо; Дефорест Келли — одурманенный козёл отпущения, а Пол Келли — его проворный друг-детектив.
Кинокритику Дэнису Шварцу понравился фильм, и он дал более позитивную оценку, написав, «Превосходный малобюджетный психологический триллер, срежиссированный и написанный Максвеллом Шейном, на основе рассказа Корнелла Вулича „Кошмар“. Призрачная чёрно-белая фотосъёмка оператора Гринхала придаёт фильму нуаровский антураж. Напряжённая криминальная история, сонная атмосфера и мрачный настрой на протяжении всего фильма, делают его просто замечательным. Яркая актёрская игра была только правильной. Дефорест Келли в своём дебюте проделал хорошую работу, выступая в качестве невинной жертвы».